# Wales Open (golf)
Het ISPS Handa Wales Open is een golftoernooi dat deel uitmaakt van de Europese PGA Tour. Het toernooi wordt altijd op The Celtic Manor Resort georganiseerd.
Celtic Manor heeft drie 18 holesbanen: Roman Road, The Montgomerie en The Twenty Ten Course, waar tegenwoordig het Wales Open wordt gespeeld. Deze par-71-baan is in 2007 geopend. Er zijn niet veel bunkers, maar er zijn veel waterpartijen. De heuvels langs de laatste holes vormen natuurlijke tribunes voor toeschouwers. In 2010 werd ook de Ryder Cup op deze baan gespeeld.

## Winnaars
| Jaar                           | Baan                           | Winnaar                        | Score                          | Score                          |                                |
| Celtic Manor Resort Wales Open | Celtic Manor Resort Wales Open | Celtic Manor Resort Wales Open | Celtic Manor Resort Wales Open | Celtic Manor Resort Wales Open | Celtic Manor Resort Wales Open |
| ------------------------------ | ------------------------------ | ------------------------------ | ------------------------------ | ------------------------------ | ------------------------------ |
| 2000                           | Roman Road Course              | Steen Tinning                  | 273                            | -15                            |                                |
| 2001                           | Roman Road Course              | Paul McGinley po               | 138                            | -6                             |                                |
| 2002                           | Roman Road Course              | Paul Lawrie                    | 272                            | -16                            |                                |
| 2003                           | Roman Road Course              | Ian Poulter                    | 270                            | -18                            |                                |
| Celtic Manor Wales Open        |                                |                                |                                |                                |                                |
| 2004                           | Roman Road Course              | Simon Khan po                  | 267                            | -21                            |                                |
| 2005                           | Roman Road Course              | Miguel Angel Jiménez           | 262                            | -14                            |                                |
| 2006                           | Roman Road Course              | Robert Karlsson                | 260                            | -16                            |                                |
| 2007                           | Roman Road Course              | Richard Sterne                 | 263                            | -13                            |                                |
| 2008                           | Twenty Ten Course              | Scott Strange                  | 262                            | -22                            |                                |
| 2009                           | Twenty Ten Course              | Jeppe Huldahl                  | 275                            | -9                             |                                |
| 2010                           | Twenty Ten Course              | Graeme McDowell                | 269                            | -15                            |                                |
| Saab Wales Open                |                                |                                |                                |                                |                                |
| 2011                           | Twenty Ten Course              | Alexander Norén                | 275                            | -9                             |                                |
| ISPS Handa Wales Open          |                                |                                |                                |                                |                                |
| 2012                           | Twenty Ten Course              | Thongchai Jaidee               | 278                            | -6                             |                                |
| 2013                           | Twenty Ten Course              | Grégory Bourdy                 | 276                            | -9                             |                                |
| 2014                           | Twenty Ten Course              | Joost Luiten                   | 270                            | -14                            |                                |

- 2001: Zware regen maakte het onmogelijk ronde 3 en 4 te spelen. Paul McGinley won de play-off van Paul Lawrie en Daren Lee. De play-off werd alleen gespeeld op hole 12, een lange par 3. Na de tweede keer viel Lawrie af. Dezelfde hole moest nog drie keer gespeeld worden voordat McGinley met een par won. Voor Darren Lee was dit zijn beste resultaat van zijn carrière.
- 2004: Simon Khan kwam in de play-off mede dankzij een baanrecord van 61 en won het toernooi.
- 2009: Voor Huldahl was het de eerste overwinning op de Europese Tour, zelfs zijn eerste top 10-plaats. Na drie rondes stond hij met Ignacio Garrido en Nick Dougherty aan de leiding. Zijn laatste ronde was een bogey-loze 67, waarmee hij met één slag voorsprong won. Maarten Lafeber werd 53ste en Taco Remkes 59ste.